# Kaspar Simeonow
Kaspar Simeonow, bułg. Каспар Симеонов (ur. 17 maja 1955 w Perniku) – bułgarski siatkarz, reprezentant kraju, srebrny medalista olimpijski (1980).
Podczas igrzysk w Moskwie w lipcu 1980 roku zdobył srebrny medal olimpijski w turnieju mężczyzn. Bułgarska reprezentacja zajęła wówczas drugie miejsce, przegrywając tylko z zespołem ze Związku Radzieckiego. Simeonow wystąpił w trzech meczach – w fazie grupowej przeciwko Kubie (wygrana 3:1) i Związkowi Radzieckiemu (przegrana 0:3) oraz w półfinale przeciwko Polsce (wygrana 3:0).
Jest ojcem Ventzislava Simeonova – reprezentanta Włoch w siatkówce, srebrnego medalisty olimpijskiego z Aten (2004).